# Hofkirchen im Traunkreis
Hofkirchen im Traunkreis ist eine Gemeinde in Oberösterreich im Bezirk Linz-Land  im Zentralraum mit 2082 Einwohnern (Stand 1. Jänner 2024).

## Geografie
Hofkirchen im Traunkreis liegt auf 342 m Höhe im Zentralraum. Die Ausdehnung beträgt von Nord nach Süd 6,2 km, von West nach Ost 5,5 km. Die Gesamtfläche beträgt 13,9 km². 12,3 % der Fläche sind bewaldet, 78,3 % der Fläche sind landwirtschaftlich genutzt.

### Gemeindegliederung
Hofkirchen besteht aus den beiden Katastralgemeinden Harmannsdorf (648,16 Hektar) im Südwesten und Hofkirchen im Traunkreis (744,54 Hektar) im Nordosten. Im Norden der Gemeinde bzw. der Katastralgemeinde Hofkirchen liegt der Ortsteil Rappersdorf. Die Rotte Rappersdorf umfasste 2001 44 Gebäude und beherbergte 125 Einwohner, wobei zu Rappersdorf auch die Streusiedlung Distlberg, das Dorf Winkling und der Einzelhof Hoisbauer gezählt wurden. Im Süden der Katastralgemeinde liegen die Ortsteile Hofkirchen im Westen und Lanzenberg im Osten. Das Dorf Hofkirchen im Traunkreis (342 m ü. A.) umfasste 2001 215 Gebäude und 774 Einwohner. Zum Ortsteil gehören zudem die Niederauersiedlung (340 m ü. A.), die Siedlung Unternberg (304 m ü. A.) und der Weiler Mairhof. Zu Lanzenberg gehören die gleichnamige Rotte (320 m ü. A.), die Streusiedlung Kammerhub, die Madersiedlung und die Rotte Wurmberg. Insgesamt gehörten 2001 49 Häuser und 149 Einwohner zu Lanzenberg. In der Katastralgemeinde Harmannsdorf liegt im Nordosten der Ortsteil Harmannsdorf, der aus der Rotte Harmannsdorf, der Aigner-Kreuz-Siedlung, der Streusiedlungen Krottental und Rußberg sowie den Einzelhöfen Bauerngruber, Edern, Feichtner, Haider, Mauhart, Rath sowie der Rotte Lehner besteht. Harmannsdorf beherbergte 2001 88 Gebäude mit 280 Einwohnern. Kleinster Ortsteil ist die Streusiedlung Kiebach mit 22 Häusern und 66 Einwohnern im Südwesten des Gemeindegebietes. Es besteht aus der Streusiedlung Kiebach, dem Weiler Lichtenberg und dem Flugplatz Kiebach. Der Großteil von Kiebach gehört jedoch zur Nachbargemeinde Matzelsdorf. Zwischen 2001 und 2011 konnte der Ortsteil Hofkirchen stark an Bevölkerung zulegen, während die übrigen Ortsteile nahezu unverändert blieben. Hofkirchen hatte 2011 1.097 Einwohner, Harmannsdorf 284, Lanzenberg 151, Rappersdorf 132 und Kiebach 64 Einwohner.
Das Gemeindegebiet umfasst folgende Ortschaften (in Klammern Einwohnerzahl Stand 1. Jänner 2024):
- Harmannsdorf (418)
- Hofkirchen im Traunkreis (1299)
- Kiebach (65)
- Lanzenberg (167)
- Rappersdorf (133)

Die Gemeinde war ursprünglich Teil des Gerichtsbezirks Enns, seit 1. Jänner 2014 gehört die Gemeinde zum Gerichtsbezirk Steyr.

### Nachbargemeinden
| Niederneukirchen | St. Florian                                 |             |
| St. Marien       | Kompassrose, die auf Nachbargemeinden zeigt | Hargelsberg |
|                  | Wolfern (SE)                                |             |

## Geschichte

### Ortsgeschichte
Die frühesten Schriftzeugnisse sind 1272 „Hofkirchen“, 1298 „Hofchirichen“ und 1375 „Hoffkhirchen“. Der Name bedeutet Bei der zu einem Hof gehörigen Kirche.
Ursprünglich im Ostteil des Herzogtums Bayern liegend, gehörte der Ort seit dem 12. Jahrhundert zum Herzogtum Österreich. Seit 1490 wird er dem Fürstentum Österreich ob der Enns zugerechnet.
Während der Napoleonischen Kriege war der Ort mehrfach besetzt.
Seit 1918 gehört der Ort zum Bundesland Oberösterreich. Nach dem Anschluss Österreichs an das Deutsche Reich am 13. März 1938 gehörte der Ort zum Gau Oberdonau. Nach 1945 erfolgte die Wiederherstellung Oberösterreichs.

### Bevölkerungsentwicklung
2014 lebten in der Gemeinde 1810 Menschen (2021 2040), womit Hofkirchen die viertkleinste Gemeinde der 22 Gemeinden des Bezirks war. Ende 2001 waren 95,9 Prozent der Bevölkerung österreichische Staatsbürger (Oberösterreich 92,8 Prozent, Bezirk Linz-Land 91,4 Prozent), bis zum Jahresbeginn 2013 stieg der Wert leicht auf 96,0 Prozent (Oberösterreich 91,1 Prozent, Bezirk Linz-Land 89,0 Prozent). Insgesamt wurden 2013 in der Gemeinde 71 Ausländer gezählt, die zu 97 Prozent aus Europa stammten. Das größte Kontingent stellten Menschen mit einer Staatsbürgerschaft aus den EU-Ländern. Zur römisch-katholischen Kirche bekannten sich 2001 83,3 Prozent der Einwohner (Oberösterreich: 79,4 Prozent), 2,2 Prozent waren evangelisch, 8,3 Prozent ohne Bekenntnis und 3,3 Prozent islamischen Glaubens.
Der Altersdurchschnitt der Gemeindebevölkerung lag 2001 unter dem Landesdurchschnitt. 19,2 Prozent der Einwohner von Hofkirchen waren jünger als 15 Jahre (Oberösterreich: 18,8 Prozent), 67,4 Prozent zwischen 15 und 59 Jahre alt (Oberösterreich: 61,6 Prozent). Der Anteil der Einwohner über 59 Jahre lag mit 13,3 Prozent deutlich unter dem Landesdurchschnitt von 20,2 Prozent. Der Altersdurchschnitt der Bevölkerung von Hofkirchen veränderte sich in der Folge kaum. Der Anteil der unter 15-Jährigen stieg per 1. Jänner 2013 leicht auf 19,5 Prozent, während sich der Anteil der Menschen zwischen 15 und 59 Jahren auf 69,0 Prozent erhöhte. Der Anteil der über 59-Jährigen sank hingegen auf 11,5 Prozent. Nach dem Familienstand waren 2001 44,3 Prozent der Einwohner von Hofkirchen ledig, 48,0 Prozent verheiratet, 4,6 Prozent verwitwet und 3,2 Prozent geschieden.
Die Gemeinde Hofkirchen verzeichnete zwischen dem späten 19. Jahrhundert und dem Jahr 1910 kaum eine Bevölkerungsbewegung. Nach einer geringen Schrumpfung stieg die Bevölkerungszahl wieder auf den Ursprungswert an. Danach sank die Bevölkerung bis 1939 jedoch deutlicher um rund 15 Prozent ab um in der Folge bis 1951 wieder um rund 26 Prozent zu wachsen. Auch danach gab es zunächst keine kontinuierliche Bevölkerungsentwicklung. Nach geringen Bevölkerungsverlusten in den 1950er und 1960er Jahren setzte ab 1971 ein starkes Wachstum ein, das auch im frühen 21. Jahrhundert anhielt. So verdoppelte sich die Einwohnerzahl zwischen 1971 und 2013. Hofkirchen wies bereits in den 1970er Jahren eine hohe Zuwanderung auf und profitierte gleichzeitig von einer stark positiven Geburtenbilanz. Während die Geburtenbilanz auch in den 1980er und 1990er Jahren in vergleichbarer Höhe positiv blieb, verzeichnete die Gemeinde in den 1980er Jahren nur noch eine geringe Zuwanderung. In der Folge verstärkte sich die Zuwanderung jedoch extrem, sodass die Bevölkerung in den 1990ern sowie zwischen 2001 und 2013 um je 26 Prozent stieg. Zuletzt verzeichnete die Gemeinde seit 2001 auch eine stark gestiegene, positive Geburtenbilanz.

## Kultur und Sehenswürdigkeiten

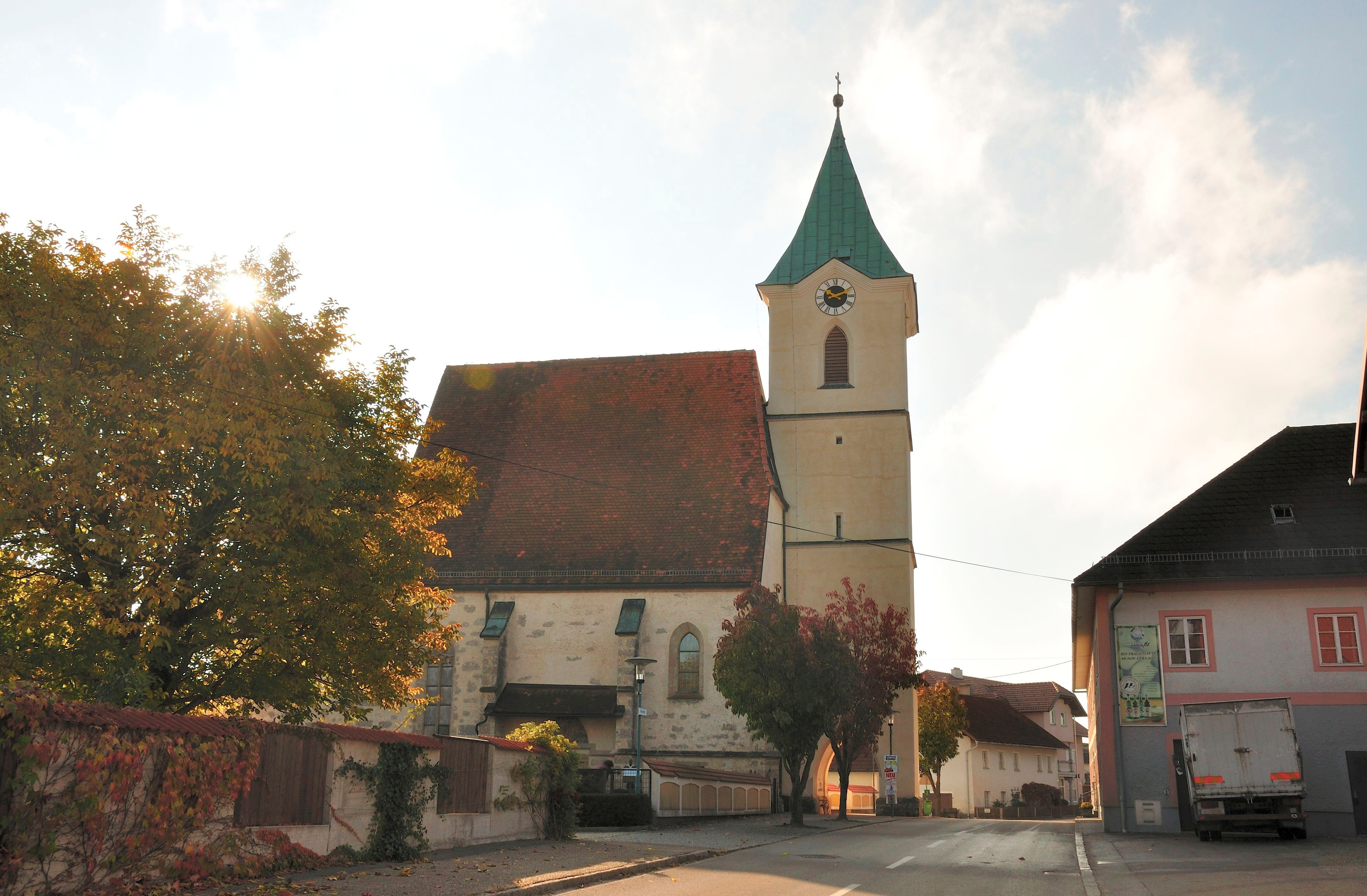
Pfarrkirche Hofkirchen im Traunkreis

Sattlermuseum

- Katholische Pfarrkirche Hofkirchen im Traunkreis hl. Nikolaus
- Österreichisches Sattlermuseum: Das Museum wurde 2005 von Josef Wieser gegründet. 2013 übernahm der Verein Freunde des Öst. Sattlermuseums und des Lederhandwerks die Führung des Museums. Die Dauerausstellung und die originalgetreue Werkstätte, wie sie Anfang des 20. Jahrhunderts in der Region üblich war, zeigen das Leben der Sattler in der Region. Das Museum ist im Haus des letzten Sattlers im Ort Hofkirchen im Traunkreis untergebracht. Die Sammlung umfasst folgende Schwerpunkte wie z. B. Werkzeuge und Einrichtungsgegenstände einer Sattlerwerkstatt, eine umfassende Fachbibliothek sowie eine Foto- und Dokumentensammlung zum Sattlerhandwerk im Schaudepot – der Bibliothek der Dinge.

## Wirtschaft und Infrastruktur

### Arbeitsstätten und Beschäftigte
Hofkirchen beherbergt lediglich eine Arbeitsstätte mit 20 oder mehr Beschäftigten. Die im Rahmen der Volkszählung durchgeführte Arbeitsstättenzählung ergab 2001 in Hofkirchen 51 Arbeitsstätten mit 198 Beschäftigten (ohne Landwirtschaft), wobei 82 Prozent unselbständig Beschäftigte waren. Die Anzahl der Arbeitsstätten war dabei gegenüber dem Jahr 1991 um 24 (plus 89 Prozent) gestiegen, die Anzahl der Beschäftigten um 117 Personen (plus 144 Prozent). Wichtigster Wirtschaftszweig war 2001 das Bauwesen mit acht Arbeitsstätten und 44 Beschäftigten (22 Prozent der Beschäftigten in Hofkirchen). Dahinter folgte die Sachgütererzeugung mit sieben Arbeitsstätten und 37 Beschäftigten sowie das Gesundheits-, Veterinär- und  Sozialwesen mit vier Arbeitsstätten mit 31 Beschäftigten. 51 Prozent der in Hofkirchen Beschäftigten waren Angestellte oder Beamte, 27 Prozent Arbeiter und 17 Prozent Betriebsinhaber.
Von den in Hofkirchen 2010 lebenden 957 Erwerbspersonen waren nur 2,8 % arbeitslos. Von den 930 Erwerbstätigen waren 176 in der Sachgütererzeugung (19 Prozent), 173 im Handel (19 Prozent) und 94 im Gesundheits- und Sozialwesen (10 Prozent) beschäftigt. Weitere wichtige Branchen waren das Bauwesen mit 62 Beschäftigten (7 Prozent), Freiberufliche und technische Dienstleistungen mit 61 Beschäftigten (7 Prozent) sowie die öffentliche Verwaltung, der Bereich Erziehung und Gesundheitswesen (je 6 Prozent) und die Land- und Forstwirtschaft (5 Prozent). Von den 896 Erwerbstätigen aus Hofkirchen (ohne temporär von der Arbeit abwesende Personen erwerbstätigen Einwohnern) gingen 2010 nur 138 Personen in Hofkirchen ihrer Beschäftigung nach. 758 bzw. 85 Prozent mussten zur Arbeit auspendeln. Von den Auspendlern hatten 31 Prozent ihre Arbeitsstätte im Bezirk Linz-Land, 40 Prozent in der Stadt Linz. Wichtigste Auspendelgemeinde nach der Stadt Linz waren Steyr, St. Florian, Wels, Enns und Ansfelden. Im Gegenzug fanden in Hofkirchen im Jahr 2010 98 Einpendler Arbeit in Hofkirchen.

### Land- und Forstwirtschaft
Die Statistik wies im Jahr 2010 für die Gemeinde Hofkirchen im Traunkreis 33 land- und forstwirtschaftliche Betriebe aus. Darunter befanden sich 18 Haupterwerbsbetriebe, 14 Nebenerwerbsbetriebe und eine Personengemeinschaft. Die Gesamtbetriebszahl war gegenüber 1999 stark um 21 Betriebe bzw. 39 Prozent gesunken, wobei insbesondere die Anzahl der Nebenerwerbsbetriebe stark rückläufig war. Gemeinsam bewirtschafteten die Betriebe 2010 insgesamt 1.033 Hektar Fläche, wobei 68 Prozent der Fläche von Vollerwerbsbauern, 27 Prozent von Nebenerwerbslandwirten bewirtschaftet wurden. Die Durchschnittsfläche der Vollerwerbsbauern lag dabei mit 38,9 Hektar bei rund der Hälfte des oberösterreichischen Durchschnitts.

### Verkehr
- Straßen: Hofkirchen wird verkehrstechnisch von vier Landesstraßen aufgeschlossen. Die Tillysburgerstraße verläuft vom Zentrum von Hofkirchen nach Norden und verbindet die Gemeinde über die Nachbargemeinde St. Florian mit Asten. Die Thannstraße (L 1349) verläuft von Nordwesten nach Südosten durch das Gemeindegebiet und verbindet Hofkirchen mit dem Zentrum von St. Florian im Norden und der Stadt Steyr im Südosten. Die Weichstettenstraße (L 1397) verläuft von Hofkirchen nach Westen und verbindet die Gemeinde mit Kiebach, die Matzelsdorfer Straße (L 1365) zweigt von der Thannstrßae nach Südwesten ab und verläuft bis Matzelsdorf in der Gemeinde Schiedlberg.
- Bus: An das öffentliche Verkehrsnetz ist die Gemeinde durch die Buslinien 402, 411, 412 und 421 angeschlossen. Die Linie 421 bindet Hofkirchen an Niederneukirchen im Norden und Steyr im Süden an, die Buslinie 412 verläuft von St. Florian über Niederneukirchen nach Hofkirchen, die Linie 411 lediglich von Niederneukirchen nach Hofkirchen. Mit der Linie 402 können die Gemeindebürger die Stadt Enns erreichen.
- Bahn: Die nächstgelegenen Bahnanschlüsse befinden sich in Steyr und Enns.

### Bildung
Die Schule von Hofkirchen im Traunkreis war ursprünglich mit dem Pfarrhof verbunden und wurde im 1979 abgerissenen Mesnerhaus abgehalten. Das heutige Schulhaus wurde zwischen 1858 und 1859 erbaut und mehrfach erweitert bzw. generalsaniert. Die Volksschule wurde 1953 nach dem Lehrer, Chordirigenten und Komponisten Friedrich Arnleitner (1845–1903) benannt und steht unter Denkmalschutz. Im Schuljahr 2012/13 war die Volksschule Hofkirchen fünfklassig, nachdem sie zuvor immer vierklassig geführt wurde. Der Kindergarten in Hofkirchen wird von der Pfarre Hofkirchen betrieben. Das Haus bietet Platz für vier Kindergartengruppen (davon eine Integrationsgruppe) und eine Krabbelstube. In der Krabbelstube werden maximal zehn Kinder im Alter von eineinhalb bis zu drei Jahren betreut.

## Politik

### Gemeinderat
Der Gemeinderat hat 19 Mitglieder.
- Mit den Gemeinderats- und Bürgermeisterwahlen in Oberösterreich 2009 hatte der Gemeinderat folgende Verteilung: 12 ÖVP, 6 SPÖ und 1 FPÖ.
- Mit den Gemeinderats- und Bürgermeisterwahlen in Oberösterreich 2015 hatte der Gemeinderat folgende Verteilung: 10 ÖVP, 7 SPÖ und 2 FPÖ.
- Mit den Gemeinderats- und Bürgermeisterwahlen in Oberösterreich 2021 hat der Gemeinderat folgende Verteilung: 10 ÖVP, 6 SPÖ und 3 FPÖ.[8][9]

Stärkste Kraft in der Gemeindepolitik ist die Österreichische Volkspartei (ÖVP), die seit 1973 mit einer Ausnahme bei jeder Wahl die absolute Stimmenmehrheit sowie bei jeder Wahl die absolute Mandatsmehrheit erreichen konnte. Mit Wahlergebnissen zwischen 49 und 68 Prozent konnte die ÖVP dabei während dieser Periode im Jahr 1979 ihr bisher bestes Ergebnis erzielen. Zweitstärkste Partei in der Gemeinde war seit 1973 die Sozialdemokratische Partei Österreichs (SPÖ), die bei den Wahlen zwischen 23 und 40 Prozent für sich verbuchen konnte. Ihr bestes Wahlergebnis erreichte die SPÖ dabei im Jahr 2003. Drittstärkste Kraft in der Gemeinde ist die FPÖ, die 1979 bei der Wahl kein Mandat erzielten konnte und in der Folge weder 1979 noch 1985 im Gemeinderat vertreten war. Erst 1991 gelang der FPÖ der Wiedereinzug, wobei sie 1997 mit 18 Prozent ihr bisher bestes Ergebnis erzielte. Mit Ausnahme zweier Wahljahre kandidierte in Hofkirchen immer nur die drei genannten Parteien. 1991 scheiterte eine Liste am Einzug in den Gemeinderat, 2009 das BZÖ mit 2,9 Prozent der Stimmen.

### Bürgermeister
Die amtierende Bürgermeisterin Nicole Thaller ist die jüngste Bürgermeisterin Österreichs.
- 1876–1882 Leopold Nöbauer
- 1882–1906 Gottfried Sulzhammer
- 1906–1919 Franz Radlgruber
- 1919–1934 Karl Hiesmayr
- 1934–1938 Alexander Strassmayr
- 1938–1945 Josef Zittmayr
- 1945–1949 Alexander Strassmayr
- 1949–1973 Josef Pickl
- 1973–1991 Oswald Ostheimer
- 1991–1996 Johann Zehetner (ÖVP)
- 1996–2002 Walter Hintringer (ÖVP)
- 2002–2015 Johann Lachmair (ÖVP)
- 2015–2021 Thomas Berger (ÖVP)
- seit 2021 Nicole Zehetner-Grasl (ÖVP), seit Mai 2023 verheiratete Nicole Thaller[11]

### Wappen
Offizielle Beschreibung des Gemeindewappens: Zwischen zwei silbernen Wellenflanken in Grün eine silberne Spitze, besteckt mit einem von Rot und Silber gespaltenen, ungleicharmigen Tatzenkreuz. Die Gemeindefarben sind Grün-Weiß-Grün.
Die weißen Wellen an den Außenseiten stellen die zwei Bäche dar von denen Hofkirchen begrenzt wird. Das weiße Dreieck in der Mitte stellt einen Kirchturmspitz dar.

## Persönlichkeiten

### Söhne und Töchter der Gemeinde
- Friedrich Arnleitner (1845–1903), Musikerzieher, Chorleiter, Organist, Komponist und Lehrer
- Franz Stauber (1928–2018), Pädagoge, Direktor der Caritas der Diözese Linz (1982–1991)
- Alois Birklbauer (* 1965), Jurist und Professor an der Universität Linz

### Mit der Gemeinde verbundene Persönlichkeiten
- Wilhelm Bock (1895–1966), Bürgermeister von Linz, Pfarrer von Hofkirchen im Traunkreis